# Neogalea esula
Neogalea esula là một loài bướm đêm trong họ Noctuidae.